# 墨爾本都會列車
墨爾本都會列車（英語：Metro Trains Melbourne），往往被简称为Metro或MTM（以下简称Metro），是一间位于澳大利亚墨尔本的铁路运营公司，运营着墨尔本的电气化通勤铁路墨尔本城市铁路。Metro为港铁公司，约翰荷兰集团和UGL轨道组成的合资公司。 这三个公司同时也是悉尼都會列車的组成方，其于2019年开始运营悉尼地铁。
Metro于965千米的轨道上运营着220列六节编组列车，而线路则有十五条常规服务线路和一条主要用于特别活动的路线。Metro同时还负责219座火车站的运营同时还雇佣了的3500名专业人员，其中包括火车司机，机械和电气工程师、网络运营专家和客户服务代表。
铁路轨道，基础设施和车辆是由VicTrack代表州政府拥有，然后租用给维多利亚公共交通（Public Transport Victoria，以下简称PTV），然后再分租给Metro。州政府现在也拥有“Metro”这个名字，意味着这个名字即使在运营公司变更后仍可能会继续使用。 Metro一直以来面临着批评，并且在2011年被投票为澳大利亚最糟糕的铁路系统。

## 历史
2009年6月，维多利亚州政府透過Director of Public Transport(现已解散)选出Metro为新的运营商，取代以前的运营商Connex墨尔本， 授予Metro为期八年的合同及七年延长的选择权。 2012年4月2日，新创建的PTV从Direct of Public Transport接管了合同的管理。
2017年7月，由于一台计算机故障，Metro被迫中断所有服务，导致224班服务被取消，同时378班服务也出现了延误。
2016年9月，Metro的特许经营权延长到了2024年。其後，特许经营权再次延長，直到2027年。

## 列车
所有列车都由维多利亚州政府下属企业VicTrack拥有，但是列车的运营和维护是由Metro负责。所有电力动车组均为3节编组，但大部分时间均重连成6节编组进行运营，和广州地铁3号线B1型列车与上海地铁16号线16A01型列车相似。不过最新的HCMT列车为7节编组并且设计上没有重连的功能，同时HCMT今后有计划扩编至10节的规划。
所有电气化列车的每节车厢都有由字母和数字组成的编号，字母M代表带驾驶室的动力车，T代表无动力拖车。动力车编号为三位数字加字母，而拖车编号为四位数字加字母。所有的列车本身没有编号，只有车厢本身有编号，类似港铁的安排。
以下数据截至2022年3月

### 现役列车
| 型号                                                   | 图片 | 车辆类型   | 最高速度 (km/h)   | 制造年份             | 现役数量（以7（HCMT）、3或2节车厢为一列计算）                    | 使用线路（组）                                               | 备注 |
| ------------------------------------------------------ | ---- | ---------- | ----------------- | -------------------- | ---------------------------------------------------------------- | ------------------------------------------------------------ | --- |
| Comeng                                                 |      | 电力动车组 | 115               | 1981~1988            | 115                                                              | 所有电气化线路                                               | 于2000~2003年间根据所属运营公司不同分别由EDI-Rail和阿尔斯通翻新。 从2021年开始逐步退役中，大部分由HCMT代替，部分由X'Trapolis 2.0代替。 |
| 阿尔斯通 X'Trapolis 100                                |      | 电力动车组 | 130               | 2002~2004，2009~2020 | 212                                                              | 克利夫顿山线组、伯恩利线组、威勒比线、威廉士线、弗兰克斯顿线 | |
| 西门子Nexas                                            |      | 电力动车组 | 130 (被限速至115) | 2002~2005            | 72                                                               | 北部线组、科尔原线组                                         | [ 15 ] |
| V/Line Sprinter                                        |      | 内燃动车组 | 130               | 1993~1995            | 21                                                               | Stony Point                                                  | 从V/Line租聘，仅行驶于Stony Point线 |
| H系客車/IEV                                            |      | 軌道檢驗車 | 115               | 1984                 | 1                                                                | 全线（不载客列车）                                           | 2011年由H系客車改建为检验车。 |
| 高容量地铁列车（High Capacity Metro Trains，简称HCMT） |      | 电力动车组 | 130               | 2018~2024            | 70（部分列车暂未上线运营，正在进行上线前测试或新地铁隧道的测试） | 现在：派肯汉线和克兰本线 未来：森伯里线                      | 车体在长春由中车长客生产，之后在纽波特车间完成组装。将替代大部分Comeng列车。订单共70列。 HCMT首先在派肯汉线和克兰本线上运行，在地下轨道项目完工后拓展到森伯里线。原本计划2019年下半年开始载客运行，但由于技术问题推迟至2020年。 首列车已于2020年12月27投入有限度的日常服务，开行一些不在时刻表上的临时班次。于2021年1月31日随新时刻表投入正式服务。 |

### 未来型号
| 型号                    | 图片 | 车辆类型   | 制造年份 | 投运年份   | 订单数量 | 使用线路                         | 备注                               |
| ----------------------- | ---- | ---------- | -------- | ---------- | -------- | -------------------------------- | ---------------------------------- |
| 阿尔斯通 X'Trapolis 2.0 |      | 电力动车组 | 2023~    | 预计2025起 | 25       | 克蘭基堡線、弗蘭克斯頓線和上原線 | 由阿爾斯通在位於巴拉瑞特的工廠製造 |

### 已退役
| 型号 | 图片 | 车辆类型   | 最高速度 (km/h) | 制造年份  | 数量 | 使用线路       | 备注                                           |
| ---- | ---- | ---------- | --------------- | --------- | ---- | -------------- | ---------------------------------------------- |
| 日立 |      | 电力动车组 | 115             | 1972–1980 | 14   | 所有电气化线路 | 于2007年翻新。 2014年退役，并存封在Newport车厂 |

### 分类和配置
自墨尔本引入电气化列车后不久，列车车厢被分类为以下的形式，所有现有列车车都使用了这个分类。以下只列出现有列车的分类： 
- M表示带有驾驶室的动车，在M前使用3位数数字编号。
- T表示拖车，在T前使用4位数字编号。

目前所有列车都为M-T-M布置。所有高峰期服务和一些非高峰期服务包括两个单位。

## 服务
整个系统的运营大致可以以5个线组(Group)和城市环线来进行区分。由于是以通勤模式运营，所以服务中会有快速和站站停的区分。不过受限于基础设施的原因，不是所有的线路都有快速服务，同时也并非所有的班次都以线路的尽头站为终点站。由于快慢车以及不同的终点的存在，每趟服务会根据发车时间、终点和运营模式而在车站广播中有不同的称呼。每趟列车在发车或者进站前的广播会先播报发车时间，然后跟随着列车的终点，之后会播报服务是快速服务或者是站站停服务。如果该趟列车为快速服务，广播还会播报列车的停站顺序。快速服务通常只在工作日运作，尽管部分线路的部分班次在周末不会停靠部分车站。
在工作日高峰时段所有的线路的发车间隔并没有一个固定的时间，因为运量已经接近基础设施的容量运行，并且必须考虑单线路段的通行能力，平面交叉以及区域列车服务。而在周末或节假日白天大约10点左右开始至晚间7~8点左右，以及工作日非高峰时段，发车间隔使用周期性时刻表（clock-face scheduling）。除高峰时段外大部分线路均为20分钟间隔，两线共线段则为10分钟，不过部分线路和区段例外，比如森伯里线最北端两站和贺胜橋綫最北端的3站为40分钟间隔，而弗兰克斯顿线11点30左右开始至晚间7点左右为10分钟间隔。此外周日和周六虽然间隔相同，但是周日开始20分钟间隔的时间要晚于周六。
所有的线路都使用线路的终点站来命名，而当线路延长后线路名称便会随之更改，比如原Epping线延伸至South Morang后就更名为South Morang线。

### 城市環線
城市環線(City Loop)圍繞墨爾本市中心一圈，由兩個地面車站及三個地下車站組成，所有车站均处于收费区的1區總長度為12公里，于1971开始建造，从1981年开始分阶段通车，直到1985年完全通车。城市環狀線于弗林德斯街站至南十字站间为6线高架轨道，其他部分则有四條行車隧道，以供不同线组的列車行駛。在五座车站中，弗林德斯街站和南十字車站為最大的两座車站。這兩座車站中，弗林德斯街站可以換乘通往所有方向的所有列車，而南十字站可以换乘大部分的列车，还可以转乘至州内其他地区的区域火车服务V/Line、往其它州的客运火车服务以及往机场的机场巴士Skybus。严格来说，环线特指南十字站至弗林德斯街站之间的地下区段，因为两站间的高架轨道从1891年开始就一直存在至今，因此下文叙述中的环线特指地下部分。大部分的线路以及服务都会经由环线行驶，但部分除外，不经过环线运营的线路和服务会在下文叙述。在未来，墨尔本中央站和弗林德斯街站可以换乘墨尔本地下轨道项目中的Town Hall（市政厅）站和State Library（州立图书馆）站。另外在2016年1月1日之前，旗杆站只有在工作日服务，而在周末和工作假期关闭，列车过站不停靠。

### 伯恩利线组（Burnley group）
- 线路图标识色：

伯恩利綫組由百合谷綫（Lilydale line）、韋弗利谷綫（Glen Waverley line）、貝尔格雷夫綫（Belgrave line）和阿拉曼綫（Alamein line）组成。可在伯恩利站（Burnley station）换乘此綫組的所有列車，并在里士满站（Richmond Station）换乘考非尔德綫組所有列车。韋弗利谷綫全线拥有独立的轨道，另外的线路在共线段共用轨道。
线组中的阿拉曼线只有在工作日繁忙时段有前往CBD的服务，而周末、节假日以及工作日低谷时段只拥有从终点至与贝尔格雷夫线以及百合谷线交汇的坎伯维尔站（Camberwell station）的穿梭服务。阿拉曼线和所有以布莱克本站（Blackburn Station）为终点的服务在工作日下午繁忙时段服务均不经由环线运行，而是直接在前序列车抵达弗林德斯街站后立即折返，其中阿拉曼线所有服务均停靠沿途每座车站。除去清晨和午夜时段的个别班次，里士满东站（East Richmond Station）仅由韋弗利谷綫服务，贝尔格雷夫线和百合谷线不停靠此站。线组中除阿拉曼线均有快速服务，但韋弗利谷綫的快速服务数量极少。除去韋弗利谷綫外，线组在环线中运行时，工作日早晨为逆时针运行，从里士满站进入隧道，最后抵达弗林德斯街站。韋弗利谷綫則直接前往弗林德斯街站。在工作日下午，则是顺时针运行，列车直接前往弗林德斯街站，而后在南十字站进入隧道，在里士满站附近离开隧道。而在周末以及节假日，运行模式和工作日下午相同，但是没有任何快速服务。

### 考尔菲德线组（Caulfield group）
- 克兰基堡线和派肯汉线线路图标识色：
- 桑德林厄姆线线路图标识色：
- 弗兰克斯顿线线路图标识色：

考非尔德綫組由弗蘭克斯頓綫（Frankston line）、派肯漢綫（Pakenham line）、桑德灵厄姆綫（Sandringham line）、克蘭本綫（Cranbourne line）组成，可於南雅拉站（South Yarra station）换乘此綫組的所有列車，并在里士满站（Richmond Station）换乘伯恩利綫組所有列车。不过，在线路图上弗兰克斯顿线被归为穿城线组而桑德灵厄姆线则是被标识为独立的一条线路。此外弗兰克斯顿线可在终点弗蘭克斯頓站（Frankston Station）换乘属于远郊线系统的石頭角綫（Stony Point line）。线组中，桑德灵厄姆綫与其它线路在南雅拉站与其它线路分离，弗蘭克斯頓綫与另两条线路于考非尔德站（Caufield station）分离，克兰本线和派肯汉线则在丹德农站（Dandenong station）分离。克兰本线和派肯汉线在共线段共用轨道，而另外两条线路全线为独立的轨道。
线组中桑德灵厄姆线在工作日的大部分班次以弗林德斯街站位终点，不会经由环线运营。弗兰克斯顿线工作日的大部分班次同样以弗林德斯街站为终点，但是这些班次会在抵达终点后继续前往威勒比或威廉士镇，同时部分班次仍会经由环线运营。上述两线在周末以及节假日则会和线组中另外两条线路一样经由环线运行。从南雅拉站到科爾原站之间（不含两站）的车站一般只由弗蘭克斯頓綫服务，派肯漢綫和克蘭本綫除个别班次外则以快速服务的形式通过不停站。线组中除桑德灵厄姆綫外均有快速服务。

### 克利夫顿山线组（Clifton Hill group）
- 线路图标识色：

克里夫頓山綫組由梅尔达綫（Mernda line）和贺胜橋綫（Hurstbridge line）组成，可於克里夫頓山站（Clifton Hill station）換乘此綫組的所有列車，同时两线也在该站分离，两线在共线段共用轨道。
线组中的所有线路均经由环线运营，均有快速服务。线组在环线中运行时，固定为顺时针运行，列车直接抵达弗林德斯街站，在南十字站进入隧道，在卓立蒙站附近离开隧道。

### 北部线组（Northern Group）
- 威勒比綫与威廉士鎮綫线路图标识色：
- 其他线路线路图标识色：

北部綫組由克兰基堡綫（Craigieburn line）、上原綫（Upfield line）、威廉士鎮綫（Williamstown line）、威勒比綫（Werribee line）和森伯利綫（Sunbury line）组成，另外克兰基堡线有一条称为弗莱明顿馬場綫（Flemington Racecourse line）的支线，该支线为特殊服务，仅在马场或者展览区有活动时以及墨尔本皇家理工大学在展览区进行期末考试期间服务。可於墨爾本北站（North Melbourne station）換乘此綫組的所有列車。其中克兰基堡綫和上原綫在墨尔本北站与其它线路分离，威勒比綫和威廉士鎮綫在富茨克雷站（Footscray station）与森伯利綫分离，威勒比綫与威廉士鎮綫则在纽波特站（Newport station）分离。所有线路中威勒比綫与威廉士鎮綫在共线路段共用轨道，其他线路都有自己独立的轨道。
线组中威勒比线和威廉士镇在工作日的所有服务会直接前往弗林德斯街站，不经过环线，同时抵达终点后，会继续前往弗兰克斯顿。而在周末以及节假日，威勒比线则会和线组中其他线路一样，经由环线运行，而威廉士镇线则只有往来纽波特站的穿梭服务。线组中只有威勒比綫和森伯利线有快速服务。

### 穿城线组（Cross-City Group）
由于环线的轨道为单线设计，每个线组使用一条，导致在高峰时段成为了严重的瓶颈。得益于弗林德斯街站和南十字站间现有轨道外侧新修建的两条高架轨道，在2011年5月的时刻表修改中，诞生了一个被称为Cross-City的新线组。这个新线组使得桑德灵厄姆线、弗兰克斯顿线、威廉士镇线和威勒比线连为一体，无需使用已经近乎饱和的现有线路。该线组仅在工作日运营，在其他的时段，线路会沿用原先的运行模式。

### 石头角线（Stony Point line）
石头角线屬於第二收費區，同样由Metro运营，但是和其他的线路相对独立，在班次和其他方面相差甚远。线路非电气化且全线单线，由Metro向V/Line租借Sprinter柴油动车组运营。

### 特别服务
弗莱明顿赛马场线上没有定期的定期服务，但只要在赛马场举行赛马比赛，就会为赛马场提供服务。 每年九月在皇家墨尔本展，大型活动以及大学期末考试期间，都会开放展览场站（Showgrounds Station）提供服务。

## 车站
Metro负责219个车站的日常运营。 所有的车站中，终点站和高级站（Premium station）从第一列到最后一班列车都有配备工作人员，他们会提供额外的帮助以及早上高峰时段主要在07:00至9:30之间接待的通勤者和管理车站。

## 票务
Metro使用Myki票务系统，这也是墨尔本所有种类的交通方式都使用的票务系统。在Myki之前，Metro使用Metcard票务系统，这一系统已于2012年12月28日退役。   
和大多数地区不同，墨尔本市域的公共交通采用通票和分区的制度，同时在乘坐包括城市铁路在内的市域交通工具时，必须使用被称为myki的非接触式智能卡。如果乘客在乘坐时没有myki，将需要现场购买一张，而不可如全球大多数地区一般使用现金购票来乘坐。另外myki也不能够像大多数地区的公交智能卡一般可以退卡，只会在4年有效期后自动失效，且有效期无法延长，但是可以免费申请一张新卡，旧卡内的金额也可以转移至新卡。此外从2019年1月起，PTV开始测试手机Myki并于3月底开始正式使用。手机Myki只能用于Android手机，同时要求手机必须有NFC功能以及可以使用Google Pay应用，而其他的规格例如有效期和票价则和普通的卡式Myki相同。

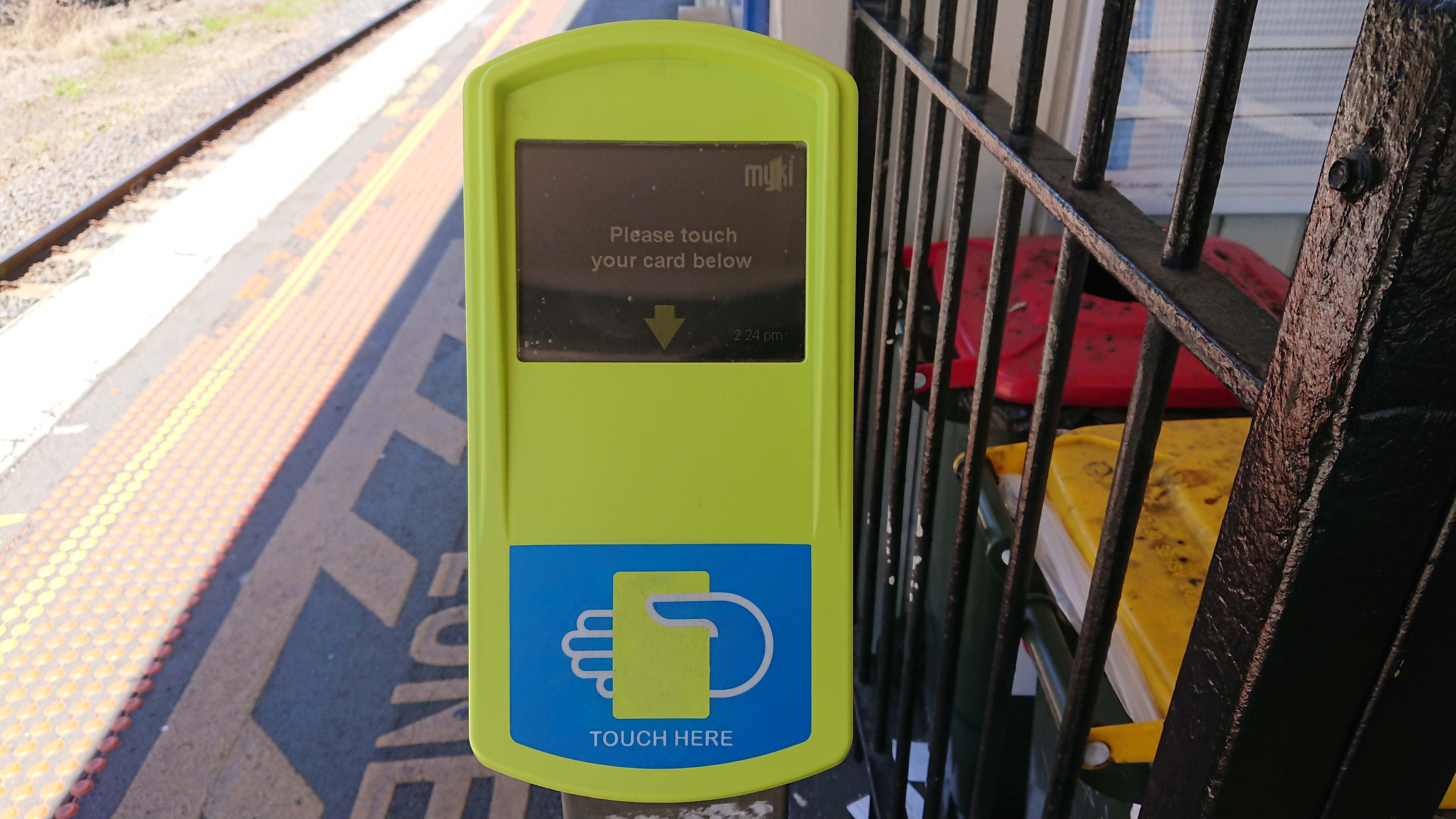
旧款Myki刷卡机，于伯恩利站。
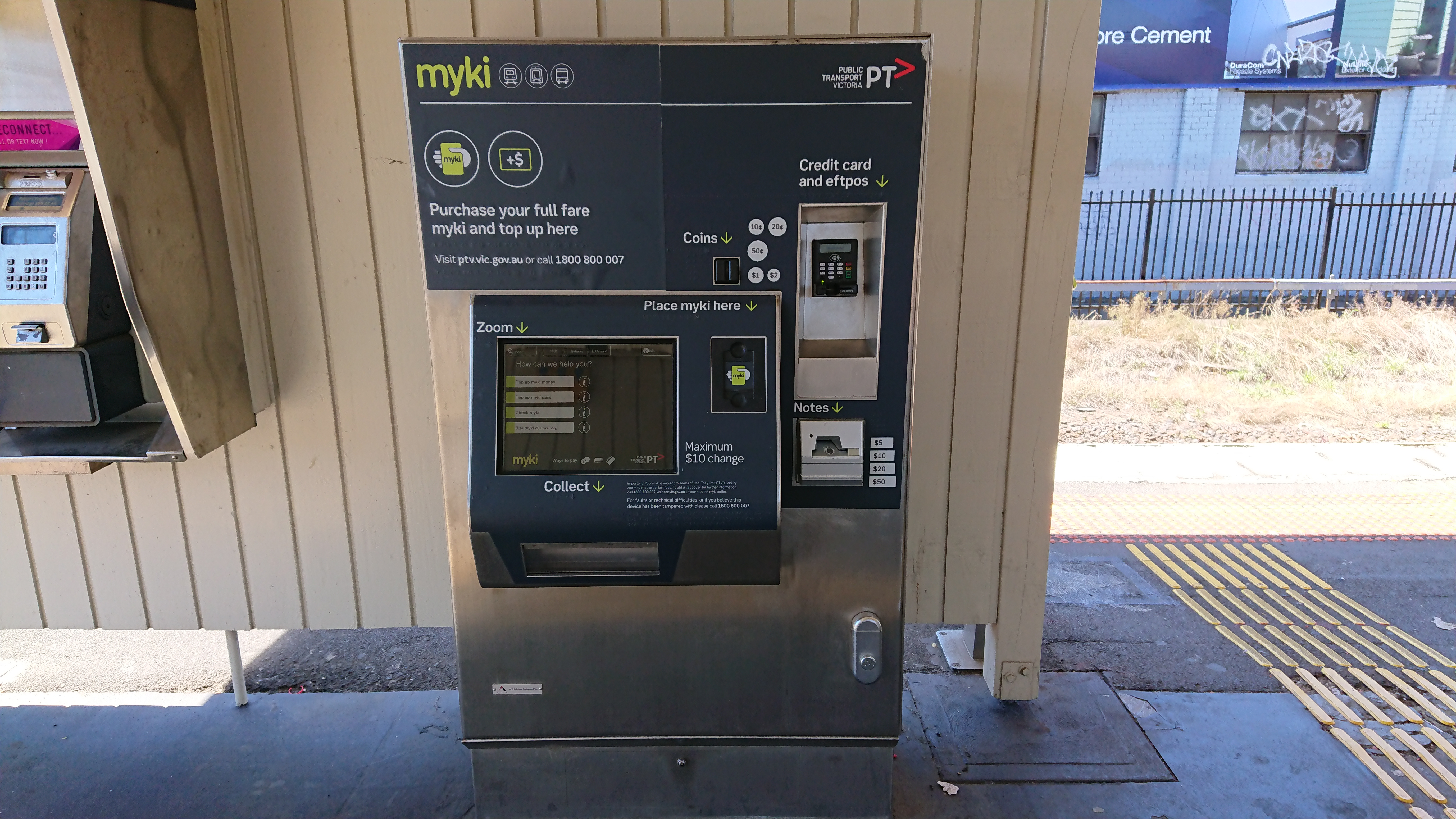
Myki充值机，于伯恩利站。

## 准点率
Metro在开始运营的首9个月内都未能达到政府设定的守时目标，近四分之一的列车出现延迟。 不过Metro的表现在2011年有所改善，从6月到11月连续六个月超过了设定的基准，这一表现是整个铁路网自2008年12月以来第一次达成。  从2012年4月以来，准点数据一直表现优于基准，而交付数据在2012年和2013年均超过或非常接近基准。 
在达成合同要求的准点率的同时，Metro也通常被批评为通过跳过站点来满足其准时性基准，最常见的是跳过City Loop的车站。

## 批评和争议

### 跳站和提前中止班次
2012年4月，Metro确认了改变部分晚点列车停站的做法（比如将各站停车的班次临时改为快速服务，中途跳过部分车站）以试图弥补损失的时间（从而满足由州政府设定的运营绩效制度）。 同时，据报道一些班次在图定目的地之前终止服务（提前折返），迫使乘客在旅程中途换乘。 Metro在全天都会进行这些更改，包括高峰时段，声称这是为了更好的服务。 这对于前往远郊的乘客来说可能是不方便的，他们有时会被迫等待长达一个小时才能搭上下一班列车。  这些都是在Metro未能在2012年2月和3月达到准点目标之后发生的，并且自4月22日采用全网新的时间表以来，改变服务的情况变得更加频繁。

### 安全检查
2012年5月，澳大利亚铁路、电车和公共汽车工会指责Metro对安全程序采取简单的对待，包括不检查车载闭路电视和对讲机，并允许内部玻璃破裂的列车接载乘客，而Metro则声称会在日常维护期间定期检查安全设备。

## 重大事故

### 2017年7月停运
2017年7月13日下午4时许，由于一台電腦发生故障 ，导致控制中心无法获取列车位置，为了确保安全控制中心决定暂时中断墨尔本城市铁路全网的服务。由于正值晚高峰，导致了乘客大量积压，而其他种类的公共交通工具也由于乘客的转乘而拥挤不堪。除了公共交通外，Uber的价格也由于激增的需求而快速上涨，根据媒体的报导，在故障发生后，最高的价格为正常的3.6倍
故障过后，Metro被州政府罚款1200万澳元同时被勒令向受影响的乘客退还总计620万澳元的车费。

## 蠢蠢的死法（Dumb Ways to Die）
2012年11月Metro推出了一个名为Dumb Ways to Die的安全活动，通过分享和社交媒体成为全球性的病毒影片。这个活动同时还催生了海报，贴纸和徽章等周边商品。 
2013年5月Metro为iOS设备发布了一款“Dumb Ways to Die”游戏，该游戏的玩法是让玩家避免各种危险事件，而这些事件中的主人公则是各种在活动中出现的角色。 2014年11月Metro发布了续作“Dumb Ways to Die 2：the Games”，游戏总体继承了前作的玩法但是场景变为了各种体育活动。